# Hans Kresse
Hans Kresse (né  à Amsterdam le 3 décembre 1921 et mort à Doorwerth le 12 mars 1992) est un auteur néerlandais de bande dessinée, principalement connu dans le monde francophone pour sa série Les Peaux-Rouges mais également connu dans le monde néerlandophone pour sa série médiévale Eric de Noorman (nl) (Éric, l’homme du Nord).

## Œuvre
- Eric, L'homme du Nord:
- 1.La pierre D'atlantis, 1948
- 2.La Chute D'atlantis, 1948
- 3.Le Sultan D'akaim, 1948
- 4.La Source de Vie, 1948
- 5.L'idole de Pierre, 1948
- Les Peaux-Rouges, Casterman :

1. Les Maîtres du tonnerre, 1974
2. Les Héritiers du vent, 1974
3. Les Compagnons du mal, 1974
4. L'Appel des coyotes, 1975
5. Les Flèches de la vengeance, 1976
6. L'Or des montagnes, 1977
7. Les Chasseurs de vautours, 1978
8. Le Prix de la liberté, 1979
9. L'Honneur du guerrier, 1982

- Les Aventures de François Vidocq, Casterman, 1977
- L'Île de Satan, Dargaud, 1982
- Mangas Coloradas, Arboris, 1993

## Prix et distinctions
- 1976 : Prix Stripschap pour l'ensemble de son œuvre
- 1977 :  Prix de la meilleure œuvre réaliste étrangère au festival d'Angoulême 1977 pour Les Peaux-Rouges, t. 1 : Les Maîtres du tonnerre[1]
- 1978 :  Prix Saint-Michel du meilleur dessin réaliste pour L'Or des montagnes (Les Peaux-Rouges, t. 6)